# División de Mirpur
La división de Mirpur es una subdivisión administrativa de la provincia de Azad Cachemira en Pakistán.
Como todas las divisiones pakistaníes, fue derogada en 2000 y luego restablecida en 2008.
La división reagrupa los distritos siguientes:
- Bhimber
- Kotli
- Mirpur